# Adenosyl-Ribosylierungs-Faktor
Adenosyl-Ribosylierungs-Faktor (ARF) (auch ADP-Ribosylierungsfaktor) ist ein Protein, welches zur Familie der kleinen GTPasen gehört. Es existiert in mehreren Subversionen (ARF1-6), deren Molekülmasse im Bereich von 21 kDa liegt. 
Entdeckt wurde eine wichtige Funktion von ARF1 bei der Untersuchung der Cholerainfektion. Dabei dient es als Cofaktor zur dauerhaften ADP-ribosylierung der Adenylatzyklase-stimulierenden Untereinheit eines trimeren G-Proteins. Der daraus resultierende Anstieg von cAMP in den Darmzellen hat die choleratypische Diarrhöe zur Folge.
Eine weitere wichtige Funktion von ARF1 ist die Schalterfunktion bei der Genese von intrazellulären Protein-Transportvesikeln am Golgiapparat. Dort wechselt es zyklisch zwischen einer GTP- und GDP-gebundenen Form und rekrutiert die für die Vesikelbildung notwendigen Hüllproteine, welche nachfolgend zusammengesetzt werden und das Vesikel aus der Membran abschnüren. Der zyklische Nukleotidwechsel wird durch Nukleotidaustauschfaktoren (GEFs) und GTPase-aktivierende Proteine (GAPs) katalysiert.
Wie alle GTPasen besitzt auch ARF ein zentrales Mg2+-Ion, welches für die Komplexierung des GTP-Nukleotids notwendig ist.